# Canthidium angulicolle
Canthidium angulicolle е вид бръмбар от семейство Листороги бръмбари (Scarabaeidae).

## Разпространение
Видът е разпространен в Боливия и Бразилия (Мато Гросо).